# Al-Chalīl ibn Ahmad
Abū ʿAbd ar-Rahmān al-Chalīl ibn Ahmad al-Farāhīdī (arabisch أبو عبد الرحمن الخليل بن أحمد الفراهيدي, DMG Abū ʿAbd ar-Raḥmān al-Ḫalīl b. Aḥmad al-Farāhīdī; * 718; † um 791 in Basra) war ein Sprachwissenschaftler aus dem südlichen Teil der Arabischen Halbinsel (heute Oman).
Sein bekanntestes Werk ist das Kitāb al-ʿAin, das erste Wörterbuch der arabischen Sprache. Es beschreibt die heute noch aktuelle Verwendung der Harakat (Vokalzeichen der arabischen Schrift), und erforscht al-ʿArūḍ, die Studie zur arabischen Prosodie. Er zog nach Basra und verstarb dort in der Zeit zwischen 777 und 791. Zu seinen Schülern zählten unter anderen Sibawaih und al-Asma'i.

## Kitāb al-ʿAin
Kitāb al-ʿAin, wurde von al-Chalīl ibn Ahmad begonnen, und wahrscheinlich von einem seiner Schüler, al-Laith ibn al-Muzaffar, vollendet. Das Wörterbuch war nicht alphabetisch geordnet, sondern phonetisch, nach der Aussprache des arabischen Alphabets beginnend mit dem tiefsten in der Kehle artikulierten Buchstaben ﻉ (ʿain)- daher der Buchtitel – bis zum letzten Buchstaben in seiner Anordnung: Alif mit Hamza.
Das Buch wurde von Maktabat al-Hilal gedruckt, überarbeitet von Mahdi al-Machzūmi und Ibrāhīm as-Samarrāʾī und erschien in acht Bänden. Es gibt jedoch einige Zweifel daran, ob das Buch in seiner modernen Ausgabe das Original von al-Chalil ist, oder ein Werk, das basierend auf dem Original fortgeschrieben wurde.
Des Weiteren sammelte er alle 15 Metren von Gedichten und verglich diese mit dem Koran. Er fand keine einzige Ähnlichkeit.